# Marais audomarois

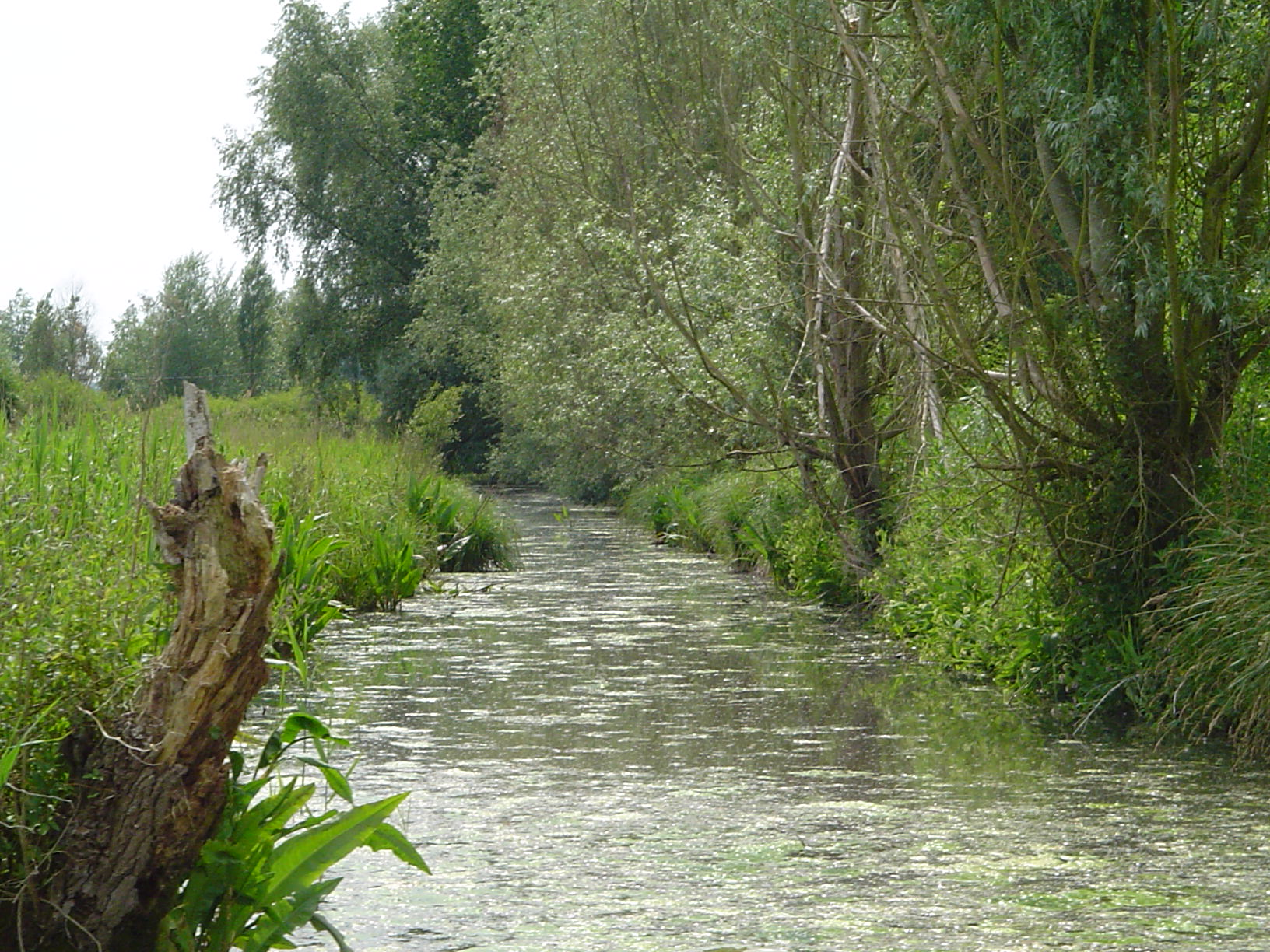
Watergang in het moerasgebied

Het Marais audomarois (letterlijk: Moerassen bij Sint-Omaars) is een laaggelegen gebied van 3.726 ha in het Noorderdepartement en het departement Pas-de-Calais.

## Geschiedenis
Oorspronkelijk bevond zich een inham van de zee, Sinus Itius genaamd, die zich uitstrekte vanaf de huidige kust tot bij het huidige Waten. Ten zuiden van Waten bevindt zich een laagte ten gevolge van een boutonnière. Deze werd doorstroomd door de Aa. De laagte vulde zich met veen en later werd turf gewonnen waardoor vijvers ontstonden.
Vanaf 1165 werd begonnen met de kanalisatie van de Aa en ook de Nieuwegracht (Canal de Neufossé), aanvankelijk een defensiekanaal tussen Aa en Leie.
De bewoners groeven sloten (watergangs) en vanaf de 16e eeuw werd er gebruik gemaakt van poldermolens om de laaggelegen gebieden droog te malen en in cultuur te brengen. Van 1786-1866 werd gewerkt aan een systeem van langgerekte eilanden (lègres) waarop tuinbouw werd bedreven. Bijna 50 soorten groente worden er geteeld, waaronder de in 1751 geïntroduceerde bloemkool en het in 1920 geïntroduceerde witlof. De meeste tuinders verkopen hun product direct of via markten.
Naast tuinbouwers waren er ook botenbouwers nodig, want het transport geschiedde per boot. De totale wateroppervlakte in het gebied bedraagt 500 ha, bestaande uit vijvers en watergangen. Er ligt 700 km aan brede watergangen en nog eens 100 km aan vaarten.

## Flora en fauna
Er werden 249 soorten hogere planten aangetroffen. Van de 46 soorten waterplanten (één-derde van de soorten waterplanten in Frankrijk) kunnen diverse soorten sterrenkroos worden genoemd. Ook lidsteng en het groot blaasjeskruid komt er voor. Ook werden er, in 1996, 91 soorten paddenstoelen aangetroffen. Bijna 20 soorten korstmossen en 13 soorten mossen werden er gevonden.
De fauna omvat, naar een inventarisatie van 2005, een 200-tal vogelsoorten, 13 vleermuissoorten waaronder de meervleermuis, 26 soorten vis, 86 soorten spinnen en hooiwagens, 18 soorten libellen, 98 soorten kevers, 8 soorten sprinkhanen, 90 soorten vlinders en 23 homoptera-soorten.

## Recreatie
Door het gebied zijn diverse wandelingen uitgezet en ook het lange-afstandswandelpad GR128 doet het gebied aan.